# Xtieng
Gli Xtieng (detti anche Stieng; vietnamita: Xtiêng, noti in Italia col nome di stienghi), sono un gruppo etnico di Vietnam e Cambogia. Il numero totale di individui è stimato in circa 53.571 (1993).
Gli stienghi sono presenti essenzialmente nelle province di Song Be, Dong Nai, Lam Dong, e Tay Ninh e nei distretti di Phuoc Long, Binh Long, e Dong Phu. Sono inoltre presenti nei territori cambogiani al confine col Vietnam. I nomi alternativi sono: Ba Ra, Bu Dip, Bu Lanh, Budip, Rangah, Xa-dieng.
L'etnia stienga del Vietnam è strettamente correlata a quella stienga Bulo della Cambogia, e sono entrambe considerate politicamente dal regime cambogiano "khmer delle montagne" (Khmer Loeu), insieme ad altri popoli non stienghi, con lo scopo di sollecitare in tali popolazioni marginali un sentimento nazionale unitario. Gli stienghi sono anche considerati parte del raggruppamento delle popolazioni Degar o montagnarde.
La religione predominante è il Cristianesimo con tradizioni animistiche.

## Lingua
Gli stienghi parlano una propria lingua, che è pero divisa in dialetti non sempre mutualmente intellegibili. La lingua stenghia propriamente detta è il dialetto bulo. La lingua stienga fa parte del gruppo delle lingue bahnariche, gruppo a sua volta facente parte di quello delle lingue austroasiatiche.